# 森理世
森 理世（もり りよ、1986年12月24日 - ）は、静岡県静岡市出身の2007年ミス・ユニバース。静岡市観光親善大使。アメリカ人の夫と米国在住。
ニューヨークを拠点とした、プロジェクトサンシャイン、レッドリボン等のチャリティー活動に参加。2008年7月に帰国。2009年4月、母と共にダンススタジオI.R.M.アカデミー 設立し、アーティスティックディレクターとしてダンス指導をしている。
2022年8月、世界5大ミスコンテストに出場経験のある日本代表の有志によって構成された組織「5 Crowns Japan」を設立し、会長に就任。元ミスらが在任中に得た経験を活かし、青少年育成、女性支援活動などの社会貢献に取り組む。

## 来歴
静岡県静岡市の常葉大学教育学部附属橘小学校、常葉学園中学校卒業。常葉学園高等学校2年の夏、単身カナダに留学（転校）し、現地のクインティ・バレエスクールに通う。オンタリオ州・ベルビル市のセンティニアル高校卒業。2016年、自由が丘産能短期大学能率科通信教育課程卒業。

### ミス・ユニバース

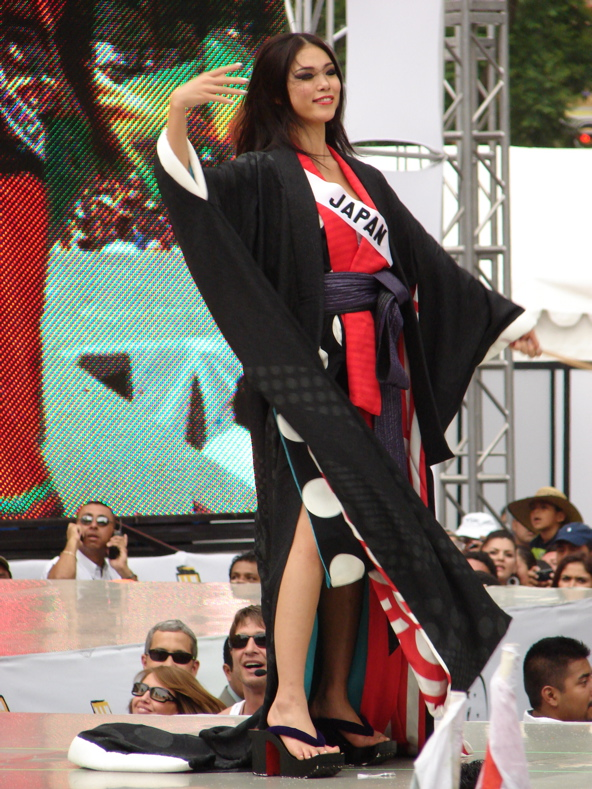

- ダンススクールを主宰する母の元で4歳からダンスを習い、高校一年生の時にカナダにバレエ留学[11]。その後ブロードウェイを目指すダンサーが通う「ROCKETTES・サマー・インテンシブプログラム」でトレーニングを修了した。祖母から「10代の思い出として何かチャレンジしたら」とすすめられたことがきっかけで、2007年3月15日、約4000名が参加したミス・ユニバース・ジャパンに応募し、ミス・ユニバース日本代表となる。同年5月にメキシコシティの世界大会で、ミス・ユニバース2007獲得。48年ぶりに日本人としては2人目のミス・ユニバースとなった。ミス・ユニバース任期中（一年間）はプロジェクトサンシャイン（病気で入院中の子供たちを元気づけ、勉強を教えたり、夢を叶える手伝いをする活動に参加[12]）、レッドリボン（および　HIV/エイズに関する知識普及活動）（HIV、エイズの知識を同世代へ広め、理解と支援の意志を示すための活動に参加）（GMHC＜人種を問わず広くへの、HIVの予防のためAIDS WALK、食糧支援活動に参加）、マラリア予防活動（マラリア予防のためにベトナムでの現地活動に参加）、アルツハイマー病支援（患者とその家族のための支援団体の活動に参加）、スペシャルオリンピックス（選手団応援活動に参加）、動物愛護運動（愛護の呼びかけ、チャリティーオークションへの参加）、HEALTH CORPS（医師達と共に、健康を害する事の知識や、健康管理への啓蒙活動に参加）等を続け、世界15カ国を巡った[11][13]。
- メキシコ・メキシコシティの「国立オーディトリアム」で行われた、「ミス・ユニバース2007」に日本代表として出場し、満場一致の得票で優勝を飾った。その際、森にはダイヤモンドや真珠があしらわれた25万ドル（約3000万円）相当の冠（ミキモト製）が渡された。ただしこの冠は、次回大会の優勝者に引き継がれ、その年の優勝者がもらえるのは2万ドル相当のティアラ（ミキモト製）である。
- その他、1年間使用可能なニューヨークのアパート、給与（金額は非公開）、3万ドル相当の高級時計などの衣装、ニューヨークで二年間映画を学ぶための10万ドルを上限とする奨学金、水着、ヘアケア製品1年分、NINAの靴一式、デニム一式、クリスタルのトロフィー、1年間の皮膚科サービスなどが優勝賞品として贈られた[14][15]。
- 日本人の優勝は1959年の児島明子以来48年ぶり2人目。1998年に復活した新たなミス・ユニバース・ジャパンでは初の世界一となる。2006年の知花くららの2位に続き、2年連続での日本人の入賞となった。2位はブラジル代表、3位はベネズエラ代表が選ばれた。着用していたイヴニングガウンは、GUCCIの07年春夏コレクションのもの。ナショナルコスチュームは、「義志」や「小萩」のデザイナーである緒方義志と、「HIROCOLEDGE」のデザイナーである高橋理子のデザインによるもの[16][17]。

- 米NBCの人気SFドラマ「HEROES」第二シーズン(2007年秋)のオーディションを受けたが、MTV USの Reality Shows-Pageant Placeに出演が決定していたため辞退した。
- 2019年12月、アトランタでのミス・ユニバース2019で審査員を務める。

## 人物
- 森家では代々「忍耐」と書かれたプレートを受け継ぎ[18][19]、忍耐・努力・根性の三つを、新たな世界を代表する立場と環境で精神力の源泉としていつも念頭に置いている[20]。
- 父親は公務員[21]。弟が1人いる[22]。
- ミス・ユニバース日本大会の最終選考会で森は毛皮のコートを着用していたが、これを動物愛護団体PETAが非難し、「あなたの美しさが表面的でないことを証明して下さい」という内容の文書を送った。これに対し森は2007年10月16日に「今後は毛皮製品を着ないと大きな声で言いたい。私は動物が大好きで、毛皮製品に反対する人々に同意する。」というコメントを発表した。また、中国で開催されるフェンディのファッションショーに招待された際に、毛皮のコートを着用での来場を依頼されたが断った。イネス・リグロンは、日本大会で森に毛皮のコートを着用するように勧めたのは自分だと語り、毛皮を着用しないと断言しコートの受け取りを拒否した森を支持した。[23]なお、ミス・ユニバース世界大会では、各国のミスと共同生活を送ることになるが、その間、リハーサルやディナー、チャリティー活動も行なっていた[24]。
- 勝負事に勝つためにはカツ丼が必要だと思っている。ミス・ユニバース・ジャパンの際も直前に食べて優勝し、世界大会の際も日本を発つ直前に食したから優勝できた、とのこと[25][26]。
- 自身のブログで美容整形に否定的な考えを持っていること、歯の矯正やヘアスタイル、ダイエットなどだけで整形せずに自身が変身したことを述べているが、実は唇にヒアルロン酸を注入する「プチ整形」を施したことを、イネス・リグロンがJapan Timesの取材で告白している。[27]
- 世界大会中に他国のミスへの批判をイネス・リグロンに話したことをブログに掲載したため、リグロン及び自身のブログが炎上したことがある[28]。
- 化粧や衣装の選択がギャルのようであると評されることがしばしばある。また、立ち姿がいわゆる“モデル立ち”ではなく、手を前で組み、脚を膝の辺りでクロスする立ち方や、脚をやや開いて爪先を内側に向けて立つポージングをして“脚が細く見える、女の子らしい立ち方”と言われる[26][29]。これらの言動を快く思わない意見もあり、週刊誌等で異論を唱える記事が掲載されたことも多々ある[28][30]。デヴィ・スカルノが「森さんの所作や立ち振る舞いはエレガントではない」との声をあげたことがある[28][30]。
- 乳がん撲滅チャリティーを目的に蜷川実花が撮影し、雑誌『GLAMOROUS』が創刊3周年を記念に別冊付録として企画したヌード写真集『10 WOMEN』に参加。ピンクリボン運動への協力としてヌードを披露している。
- 2015年12月、東京小牧バレエ団公演『火の鳥／ショパン賛歌“憂愁”』にサロンの女主人役で特別出演[31]。
- スペシャルオリンピックスのドリームサポーターとしてアスリートと共に競技に参加する「ユニファイド」に取り組むため、フィギュアスケートをはじめる[32]。2016年第6回スペシャルオリンピックス日本冬季ナショナルゲームで安藤美姫や選手たちとの演技を披露[33]。新潟フィギュアクラブの発表会グループナンバーの振付も手がけ、発表会にも出演した[34][35]。
- 2019年5月28日放送の『グータンヌーボ2』（関西テレビ）に出演し、2018年にアメリカ人と結婚したことを明かした[36]。日本とアメリカを拠点に仕事をしていたが、2019年末より、御猛威を振るい始めた新型コロナウイルスによる感染拡大の状況を受け、仕事の多くがリモートワークとなった。夫と共にアメリカに長期滞在することになり、また、高校生時分に多嚢胞性卵巣症候群の診断を受けており生理が不規則であったことから不妊治療を開始する[37]。
- 2021年8月18日、第1子妊娠を発表し[38]、長女を出産した[39]。

## 出演

### ラジオ
- 森理世の Happy Weekend!（2012年4月7日 - 2013年3月30日、K-MIX・土曜6:45-7:00）[40]

### テレビ
- Pageant Place (MTV) （ミス・ユニバース 森理世 in NY＜FOXチャンネル＞）
- Live with Regis and Kelly (WABC-TV)
- NEWS ZERO（日本テレビ）
- めざましテレビ（フジテレビ）
- ズームイン!!SUPER（日本テレビ）
- スッキリ!!（日本テレビ）
- 情報プレゼンター とくダネ!（フジテレビ）
- 2時っチャオ!（TBS）
- ザ・ワイド（日本テレビ・読売テレビ）
- SMAP×SMAP（関西テレビ・フジテレビ）
- リトル・チャロ ケータイで試そうあなたの英語力 3（NHK）
- グータンヌーボ（関西テレビ）
- easy sports（テレビ朝日）
- 上沼恵美子のおしゃべりクッキング（ABC）

### CM・広告
- TBC
ミス・ユニバースジャパンの映像を使用
- 日本生命保険「みらいサポート女性時代」
ミス・ユニバース優勝時の映像使用
- グラクソ・スミスクライン「シュミテクト PROエナメル」

- ROLEX　World Wide Image Model（2007年 - ）
- 公益財団法人スペシャルオリンピックス日本　ドリームサポーター（2008年 - ）
- レクサス アンバサダー（2009年 - ）
- Special Olympics org  ALLSTAR FAN（2010年、2013年）

## 書籍
- シンプルライフ（2010年4月17日、幻冬舎）ISBN 978-4344991637